# Kuggen, Borgå
Kuggen är en udde i Finland.   Den ligger i den ekonomiska regionen  Borgå  och landskapet Nyland, i den södra delen av landet, 40 km öster om huvudstaden Helsingfors.
Terrängen inåt land är platt. Havet är nära Kuggen åt sydost. Runt Kuggen är det ganska tätbefolkat, med 67 invånare per kvadratkilometer. Närmaste större samhälle är Borgå, 9,8 km nordost om Kuggen. I omgivningarna runt Kuggen växer i huvudsak blandskog.